# Albrecht von Österreich-Teschen

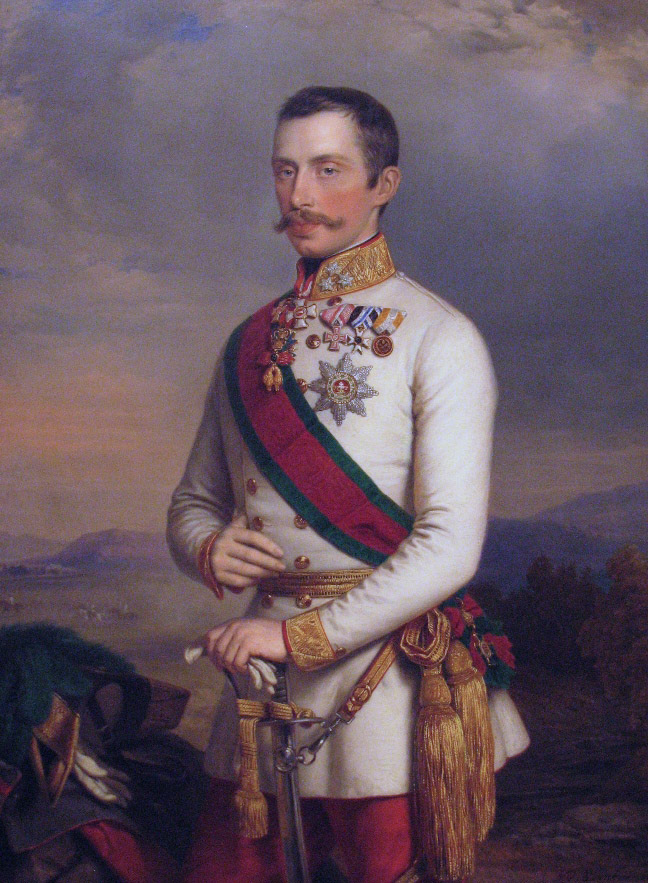
Erzherzog Albrecht von Österreich-Teschen im Alter von 37 Jahren (1854, Porträt von Miklós Barabás, HGM)

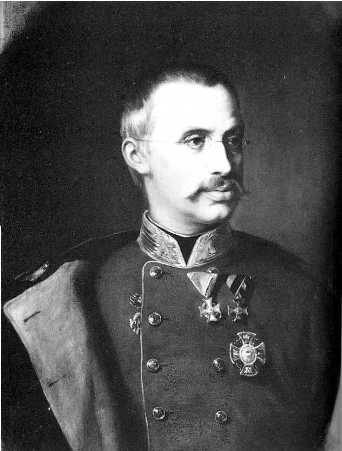
Feldmarschall Erzherzog Albrecht

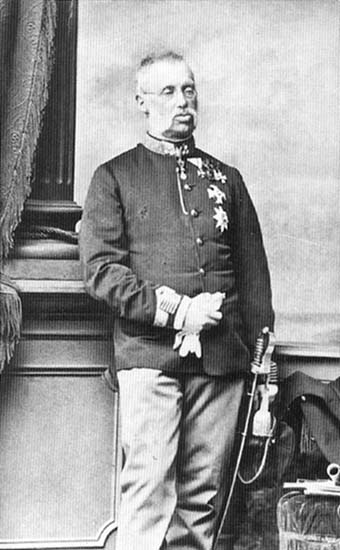
Erzherzog Albrecht, um 1880

Erzherzog Albrecht Friedrich Rudolf von Österreich-Teschen (* 3. August 1817 in Wien; † 18. Februar 1895 in Arco, Tirol, heute Trentino, Italien) war Erzherzog von Österreich, Herzog von Teschen sowie Feldmarschall und Generalinspektor der Österreichisch-ungarischen Armee.

## Leben
Albrecht war der älteste Sohn von Erzherzog Karl von Österreich-Teschen (1771–1847), dem Sieger in der Schlacht bei Aspern, und Henriette von Nassau-Weilburg (1797–1829). Väterlicherseits war er damit ein Enkel von Kaiser Leopold II. Er durchlief frühzeitig die militärische Stufenleiter und wurde 1830 zum Obersten ernannt, trat aber erst 1837 als zweiter Oberst beim Infanterieregiment Wimpffen in den praktischen Militärdienst ein. Im Jahr 1839 wurde er in der gleichen Eigenschaft zum Kürassierregiment Mengen versetzt. 1840 wurde er zum Generalmajor ernannt, 1843 zum Feldmarschallleutnant und 1845 zum kommandierenden General in Österreich ob und unter der Enns wie auch in Salzburg.
Im Zuge der Revolution von 1848/1849 im Kaisertum Österreich versuchten am 13. März 1848 Revolutionäre eine Petition an Kaiser Ferdinand zu überbringen. Dies  entwickelte sich zu einem regelrechten Demonstrationszug. Albrecht von Österreich-Teschen gab den Befehl zum Gebrauch der Feuerwaffe gegen die aufständische Bevölkerung. Dies forderte die ersten Todesopfer der Revolution.
Im Ersten Italienischen Unabhängigkeitskrieg schloss Albrecht von Österreich-Teschen sich der Armee Radetzkys an. Hier zeichnete er sich in der Schlacht bei Santa Lucia aus. Im Jahr 1849 erhielt er ein Kommando beim Korps des Feldzeugmeisters Konstantin d’Aspre und focht mit Auszeichnung bei Gravellona, Mortara und besonders in der Schlacht bei Novara, wo seine Division den überlegenen Feind so lange aufhielt, bis die übrige österreichische Armee heranrücken konnte. Nach Beendigung des Feldzugs wurde er zum Kommandierenden General des III. Armeekorps in Böhmen und zum Gouverneur der Bundesfestung Mainz ernannt. Er erhielt 1851 den wichtigen Posten eines Generalgouverneurs und kommandierenden Generals in Ungarn. Dort war seine Stellung sehr schwierig. Den gesteigerten nationalen Hoffnungen der Magyaren tat er nicht genug, nach der Meinung des Hofs aber gab er ihnen schon zu viel nach, und so verdarb er es mit beiden und verließ 1860 diesen Posten.
Eine vertrauliche Mission an den Berliner Hof im Frühjahr 1859, um für den bevorstehenden Sardinischen Krieg Preußens Unterstützung oder doch bestimmte Zusagen auszuwirken, hatte keinen Erfolg. Eine ähnliche Mission im Frühjahr 1864 fiel nicht besser aus. 
1860/61 war Albrecht Kommandierender General des VIII. Armeekorps in Vicenza. Er wurde 1866 wurde zum Feldzeugmeister und 1863 zum Feldmarschall befördert. Im Deutschen Krieg befehligte er 1866 die Armee in Italien, bewährte sich durch den Sieg in der Schlacht bei Custozza am 24. Juni als Feldherr. Nach der Niederlage der Österreicher in der Schlacht von Königgrätz erhielt er anstelle von Ludwig von Benedek den Oberbefehl gegen Preußen. Seine Vorbereitungen zur Fortsetzung des Kampfes wurden durch den Vorfrieden von Nikolsburg gegenstandslos.
Albrecht von Österreich-Teschen wurde an die Spitze der nach dem Krieg eingesetzten Reorganisationskommission gestellt und zum Generalinspektor der k. u. k. Armee ernannt. Hier erwarb er sich um die Neubildung des österreichischen Heers große Verdienste und übte bis zu seinem Tod 1895 einen bestimmenden Einfluss auf die Entwicklung der Armee aus.
Als Militärschriftsteller verfasste er mehrere Werke. Albrecht nahm außerdem auf volkswirtschaftlichem Gebiet eine hervorragende Stellung ein: Er war einer der ersten Großgrundbesitzer und Großindustriellen der österreichisch-ungarischen Monarchie.
Seine Besitzungen, durch Vielfalt ihrer Natur und ihrer Produkte ausgezeichnet, umfassten u. a. die Teschener Kammer und das Land Saybusch, in den Westbeskiden im Teschner Kreis von Österreichisch-Schlesien und dem angrenzenden Wadowicer Kreis in Westgalizien gelegen, die Herrschaft Ungarisch-Altenburg zwischen dem Neusiedler See und der Kleinen Schütt, die Herrschaft Bellye im Winkel zwischen Donau und Drau, endlich die kleinere Herrschaft Seelowitz in Mähren, zusammen mit einem Areal von ca. 2070 km². In seinem Palast zu Wien befindet sich die unter dem Namen Albertina bekannte ausgezeichnete Sammlung von Kupferstichen und Handzeichnungen berühmter Meister, die von Albert Kasimir von Sachsen-Teschen angelegt wurde. Vor dem Palais steht auf der nach ihm benannten Albrechtsrampe sein Reiterstandbild von Kaspar von Zumbusch (1899). Nach ihm ist auch die Albrechtskaserne in der Leopoldstadt benannt.
Erzherzog Albrecht von Österreich-Teschen wurde in der Kapuzinergruft zur letzten Ruhe gebettet.
Die ausgedehnten Besitzungen Erzherzog Albrechts gingen nach seinem Tod auf seinen Neffen und Adoptivsohn Erzherzog Friedrich über, der ebenfalls eine militärische Karriere eingeschlagen hatte.
Zum Gedenken wählte der Ausmusterungsjahrgang 2009 der Theresianischen Militärakademie in Wiener Neustadt den Namen „Jahrgang Erzherzog Albrecht“.

## Gemahlin und Nachkommen
Albrecht war seit 1844 vermählt mit Hildegard, einer Tochter König Ludwigs I. von Bayern, die am 2. April 1864 schon im Alter von 38 Jahren infolge einer Rippenfellentzündung starb und in der Kapuzinergruft bestattet wurde. Die Nachkommen sind:
- Marie Therese (* 15. Juli 1845 in Wien; † 8. Oktober 1927 in Tübingen) wurde am 18. Jänner 1865 mit Herzog Philipp von Württemberg verheiratet.
- Karl Albrecht Ludwig (* 3. Jänner 1847; † 19. Juli 1848), starb schon als Säugling an den Pocken.
- Mathilde Marie Adelgunde (* 25. Jänner 1849 in Wien; † 6. Juni 1867 in Schloss Hetzendorf bei Wien), erlag 18-jährig den Folgen der Verbrennungen, die sie sich zwei Wochen zuvor, am 22. Mai zugezogen hatte, als ihr Kleid Feuer fing, weil sie in den kaiserlichen Gemächern geraucht hat. Das gelbe Zimmer und andere Räume wurden dabei zerstört.

Albrecht adoptierte 1878 Erzherzog Friedrich, den ältesten Sohn seines Bruders Karl Ferdinand von Österreich und setzte ihn damit zu seinem Universalerben ein. Dadurch wurde Friedrich nach Albrechts Tod zum Besitzer der Albertina.

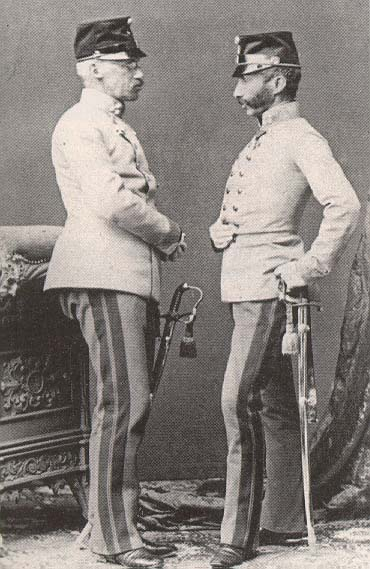
Erzherzog Karl Ferdinand (rechts im Bild) mit seinem Bruder Erzherzog Albrecht
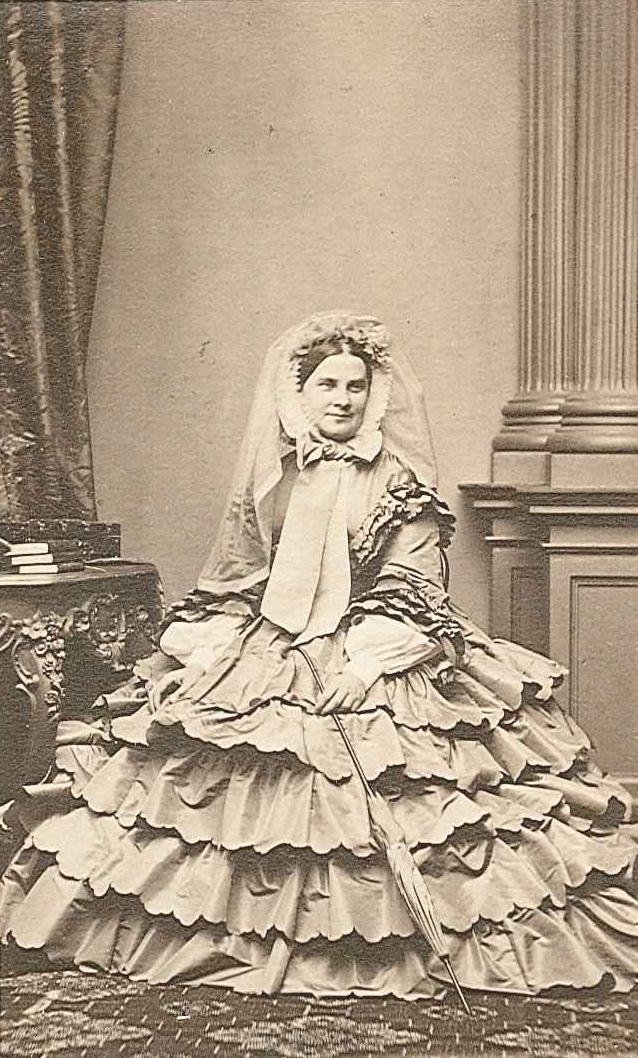
Erzherzogin Hildegard geb. Prinzessin von Bayern
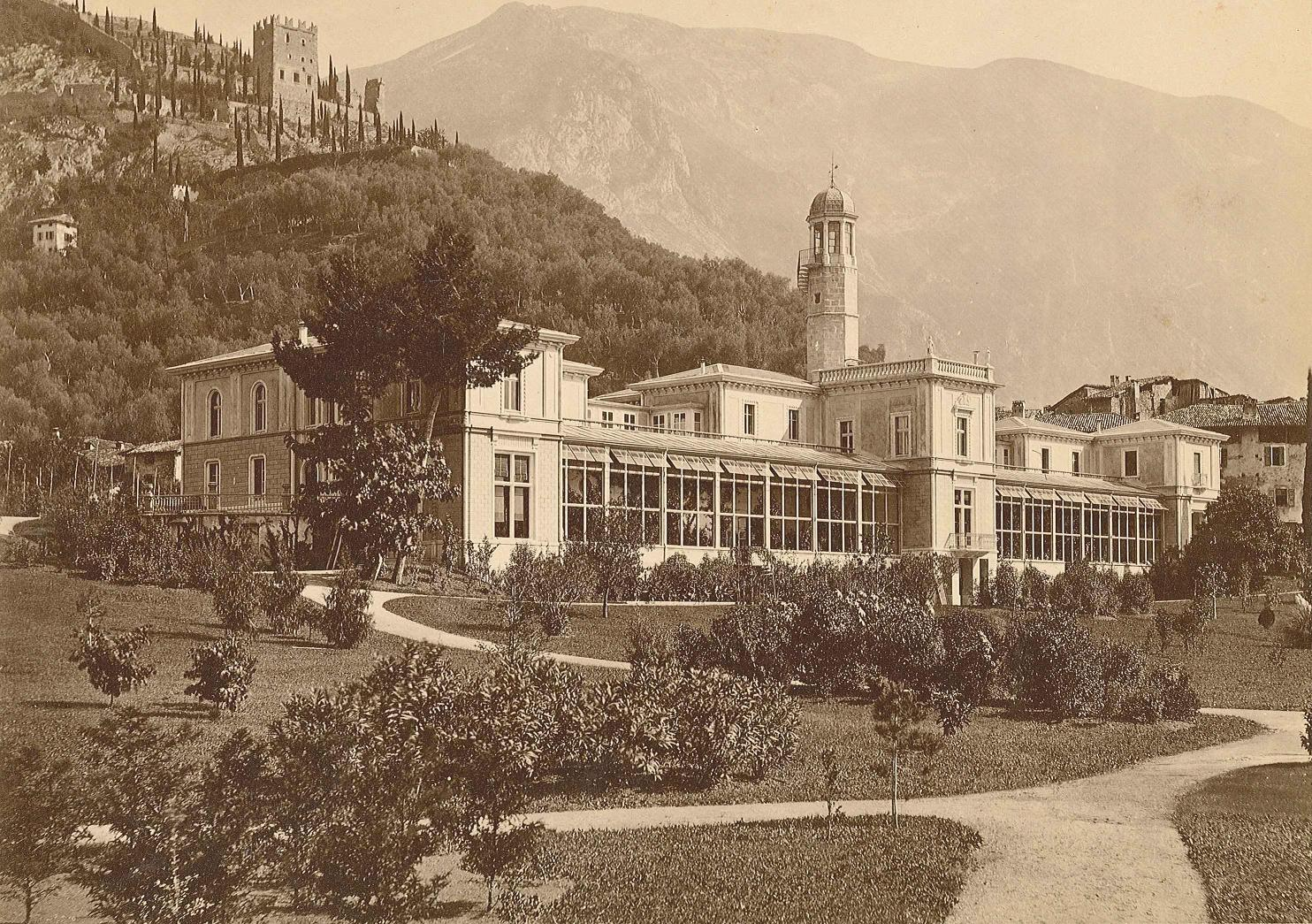
Villa des Erzherzogs Albrecht in Arco (Trentino), um 1880

## Vorfahren
|  |                                                                   |  |  |  |  |  |  |  |  |  |  |  |  |
|  | Kaiser Franz I. Stephan (1708–1765)                               |  |  |  |  |  |  |  |  |  |  |  |  |
|  |                                                                   |  |  |  |  |  |  |  |  |  |  |  |  |
|  |                                                                   |  |  |  |  |  |  |  |  |  |  |  |  |
|  | Kaiser Leopold II. (1747–1792)                                    |  |  |  |  |  |  |  |  |  |  |  |  |
|  |                                                                   |  |  |  |  |  |  |  |  |  |  |  |  |
|  |                                                                   |  |  |  |  |  |  |  |  |  |  |  |  |
|  | Maria Theresia von Österreich (1717–1780)                         |  |  |  |  |  |  |  |  |  |  |  |  |
|  |                                                                   |  |  |  |  |  |  |  |  |  |  |  |  |
|  |                                                                   |  |  |  |  |  |  |  |  |  |  |  |  |
|  | Karl von Österreich-Teschen (1771–1847)                           |  |  |  |  |  |  |  |  |  |  |  |  |
|  |                                                                   |  |  |  |  |  |  |  |  |  |  |  |  |
|  |                                                                   |  |  |  |  |  |  |  |  |  |  |  |  |
|  | Karl III. König von Spanien (1716–1788)                           |  |  |  |  |  |  |  |  |  |  |  |  |
|  |                                                                   |  |  |  |  |  |  |  |  |  |  |  |  |
|  |                                                                   |  |  |  |  |  |  |  |  |  |  |  |  |
|  | Maria Ludovica von Spanien (1745–1792)                            |  |  |  |  |  |  |  |  |  |  |  |  |
|  |                                                                   |  |  |  |  |  |  |  |  |  |  |  |  |
|  |                                                                   |  |  |  |  |  |  |  |  |  |  |  |  |
|  | Maria Amalia von Sachsen (1724–1760)                              |  |  |  |  |  |  |  |  |  |  |  |  |
|  |                                                                   |  |  |  |  |  |  |  |  |  |  |  |  |
|  |                                                                   |  |  |  |  |  |  |  |  |  |  |  |  |
|  | Albrecht von Österreich-Teschen (1817–1895)                       |  |  |  |  |  |  |  |  |  |  |  |  |
|  |                                                                   |  |  |  |  |  |  |  |  |  |  |  |  |
|  |                                                                   |  |  |  |  |  |  |  |  |  |  |  |  |
|  | Karl Christian von Nassau-Weilburg (1735–1788)                    |  |  |  |  |  |  |  |  |  |  |  |  |
|  |                                                                   |  |  |  |  |  |  |  |  |  |  |  |  |
|  |                                                                   |  |  |  |  |  |  |  |  |  |  |  |  |
|  | Friedrich Wilhelm von Nassau-Weilburg (1768–1816)                 |  |  |  |  |  |  |  |  |  |  |  |  |
|  |                                                                   |  |  |  |  |  |  |  |  |  |  |  |  |
|  |                                                                   |  |  |  |  |  |  |  |  |  |  |  |  |
|  | Karoline von Oranien-Nassau-Diez (1743–1787)                      |  |  |  |  |  |  |  |  |  |  |  |  |
|  |                                                                   |  |  |  |  |  |  |  |  |  |  |  |  |
|  |                                                                   |  |  |  |  |  |  |  |  |  |  |  |  |
|  | Henriette Alexandrine von Nassau-Weilburg (1797–1829)             |  |  |  |  |  |  |  |  |  |  |  |  |
|  |                                                                   |  |  |  |  |  |  |  |  |  |  |  |  |
|  |                                                                   |  |  |  |  |  |  |  |  |  |  |  |  |
|  | Georg Wilhelm von Kirchberg zu Sayn-Hachenburg (1751–1777)        |  |  |  |  |  |  |  |  |  |  |  |  |
|  |                                                                   |  |  |  |  |  |  |  |  |  |  |  |  |
|  |                                                                   |  |  |  |  |  |  |  |  |  |  |  |  |
|  | Luise von Burggrafen von Kirchberg zu Sayn-Hachenburg (1772–1827) |  |  |  |  |  |  |  |  |  |  |  |  |
|  |                                                                   |  |  |  |  |  |  |  |  |  |  |  |  |
|  |                                                                   |  |  |  |  |  |  |  |  |  |  |  |  |
|  | Isabella Auguste Reuss zu Greiz (1752–1824)                       |  |  |  |  |  |  |  |  |  |  |  |  |
|  |                                                                   |  |  |  |  |  |  |  |  |  |  |  |  |
|  |                                                                   |  |  |  |  |  |  |  |  |  |  |  |  |

## Museale Rezeption

Jahrgangsabzeichen „Erzherzog Albrecht“ der Theresianischen Militärakademie in Wiener Neustadt

Im Wiener Heeresgeschichtlichen Museum befindet sich im Saal V („Franz-Joseph-Saal“) eine Vitrine, in welcher sich persönliche Gegenstände des Erzherzog Albrecht befinden, so sein Großkreuz samt Bruststern des Maria-Theresia-Ordens, seine Feldbinde, Feldkappe und Handschuhe; sein Ring mit einem Bildnis Albrechts, gefertigt aus Anlass des 150-jährigen Jubiläums seines Infanterie-Regiments Nr. 44 (Ungarisches Infanterie-Regiment „Erzherzog Albrecht“ Nr. 44); sein Stulphut für Generäle; Marschallstab und sein Infanterieoffizierssäbel.

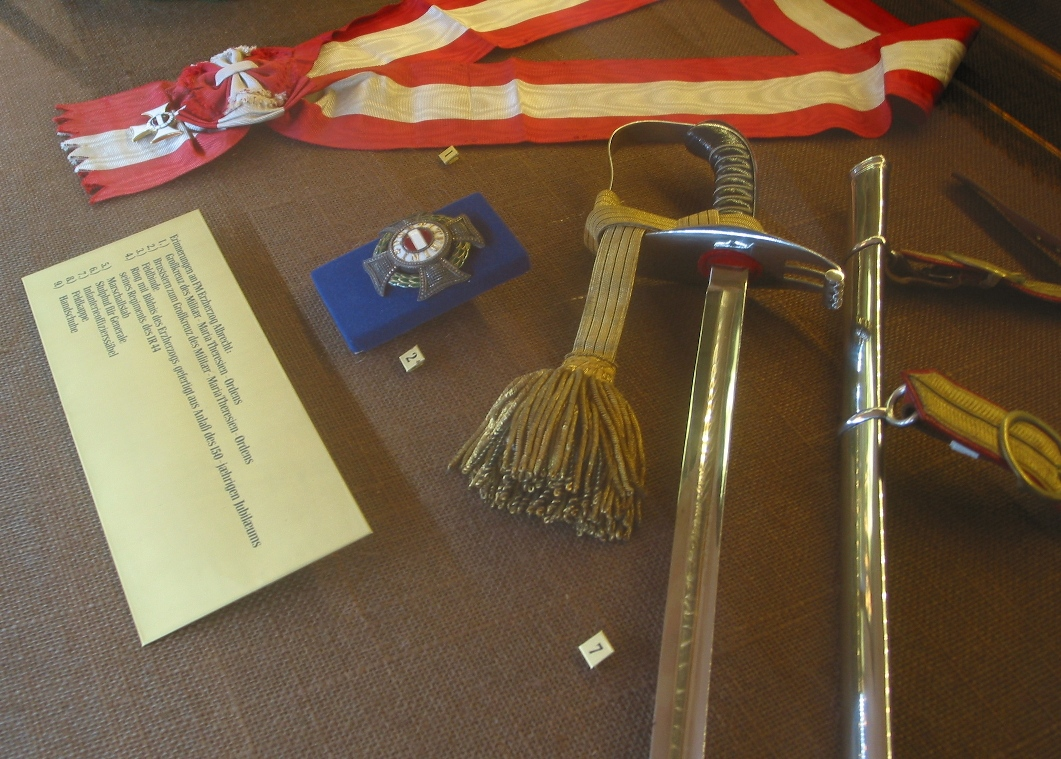
Persönliche Gegenstände und Erinnerungsstücke im Heeresgeschichtlichen Museum

Nach ihm ist auch der Erzherzog-Albrecht-Marsch benannt.

## Schriften
- Erster offizieller Bericht über die Schlacht bei Custozza am 24. Juni 1866. In: Österreichische Militärische Zeitschrift, Jahrgang 1866, Nr. 2
- Instruction für die Generalität und höheren Officiere der k.k. Armee in Italien. In: Österreichische Militärische Zeitschrift 3/1866, S. 33–60.
- Wie soll Österreichs Heer organisirrt sein? Wien 1868.
- Über die Verantwortlichkeit im Kriege. Wien 1869 (2. Aufl. Wien 1870).
- Gedanken über den militärischen Geist. Wien 1869.
- Das Jahr 1870 und die Wehrkraft der Monarchie. Wien 1870.